# Jac Holmes
Jac Holmes, conegut amb el nom de guerra kurd «Şoreş Amanos», (Poole, 18 de gener de 1993 - Ar-Raqqà, 23 d'octubre de 2017) va ser un guerriller anglès, integrant de la milícia kurda Unitats de Protecció Popular (YPG), que va lluitar contra Estat Islàmic a Síria entre gener de 2015 i el 23 d'octubre de 2017, data de la seva mort quan netejava una ciutat de mines.

## Trajectòria
Holmes va ser un antic treballador informàtic i decorador de Poole, situat al comtat anglès de Dorset. No tenia experiència militar abans de viatjar a Síria el gener de 2015, poc després de fer 22 anys. Va fer tres gires pel nord de Síria amb les YPG i va aparèixer regularment als mitjans internacionals sobre combatents estrangers en forces militars dirigides per kurds, inclòs el documental de Channel 4 Frontline Fighting: The Brits Battling ISIS. La seva mort es va produir quatre dies després que les Forces Democràtiques Sirianes declaressin l'alliberament d'Ar-Raqqà.
El 4 d'octubre de 2017, en una pregunta i resposta a facebook, va dir que el motiu per viatjar al front era «perquè estava fart de veure què passava a Síria i les nacions occidentals no feien prou per ajudar». Josh Walker, un altre voluntari britànic de les YPG que va ser absolt dels càrrecs de terrorisme després de tornar dels combats a Síria, va dir que Holmes era «un bon lluitador dedicat a la causa, va aprendre i parlava bé l'idioma, cosa inusual en els combatents estrangers. Entre els estrangers i els kurds era molt popular i un home molt bo». Durant la batalla d'Ar-Raqqà, va comandar la unitat de franctiradors «YPG 223» formada per quatre voluntaris internacionals d'Espanya, Estats Units i Alemanya.
Holmes va ser assassinat el 23 d'octubre per un artefacte explosiu improvisat (IED) metre netejava Ar-Raqqà de mines. Va ser el sisè voluntari britànic que va morir mentre lluitava contra Estat Islàmic a Síria. A la vegada, va ser un dels combatents estrangers del Regne Unit amb més anys de servei quan va morir.
El 2 de febrer de 2018 centenars de persones es van reunir a Dorset per assistir al funeral de Holmes. Segons el diari The Guardian, «unes 500 persones, entre familiars, amics, kurds britànics, pares d'altres homes britànics que han mort a Síria i uns 30 antics companys de YPG d'arreu del món» van assistir al servei funerari de Wimborne Minster per retre-li homenatge. El seu taüt va estar cobert de flors amb els colors de les YPG i el comandant de les YPG, Nuri Mahmud, va parlar per skype des de Síria per oferir el seu condol personal i per felicitar-lo per la seva contribució a l'erradicació d'Estat Islàmic a Ar-Raqqà. Després del servei, el taüt va ser traslladat al crematori de Poole.